# Hệ thống tư pháp của Nhật Bản

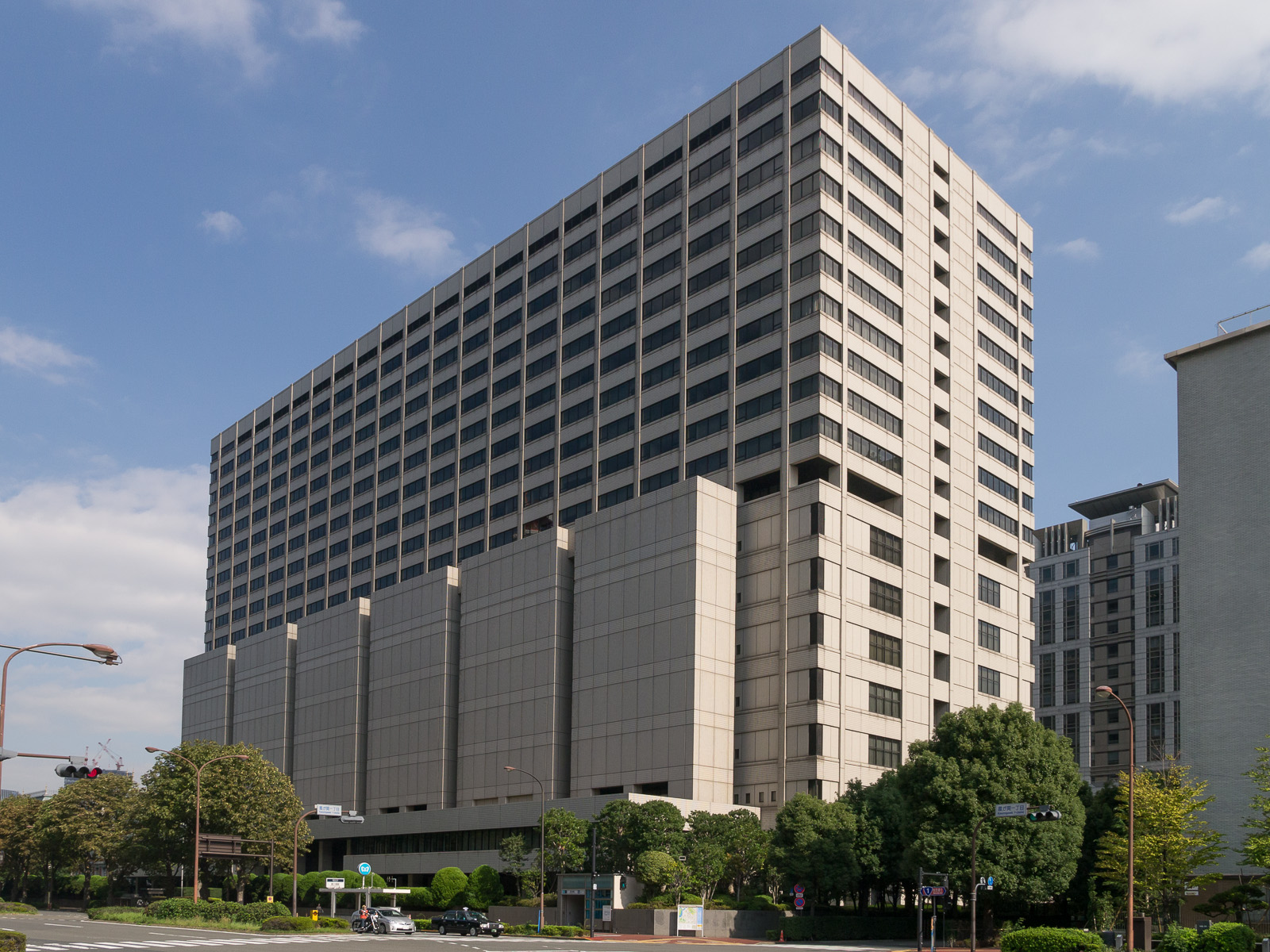
Tòa án tối cao Tokyo

Trong hệ thống tư pháp của Nhật Bản, Hiến pháp Nhật Bản đảm bảo rằng "tất cả các thẩm phán sẽ độc lập trong việc thực thi lương tâm của họ và sẽ chỉ bị ràng buộc bởi hiến pháp này và Luật pháp" (Điều 76). Họ không thể bị cách chức "trừ khi tuyên bố hợp pháp về mặt tinh thần hoặc thể chất không đủ năng lực để thực hiện nhiệm vụ chính thức" và họ không thể bị kỷ luật bởi các cơ quan hành pháp (Điều 78). Tuy nhiên, các thẩm phán Tòa án Tối cao có thể bị đa số cử tri loại bỏ trong một cuộc trưng cầu dân ý diễn ra tại cuộc tổng tuyển cử đầu tiên sau khi bổ nhiệm thẩm phán và cứ sau mười năm.